# Uloborus walckenaerius
Uloborus walckenaerius ist eine Art aus der Gattung der Federfußspinnen (Uloborus) innerhalb der Familie der Kräuselradnetzspinnen (Uloboridae), die in der ganzen Paläarktis beheimatet ist. Erstbeschrieben wurde sie bereits 1806 vom französischen Entomologen Pierre André Latreille.

## Merkmale
Uloborus walckenaerius hat einen dunkelgrauen Vorderkörper (Prosoma), der mit weißen Haaren besetzt ist, wobei einige dunkle, graue bis schwarze Längsbänder frei bleiben.
Auf dem flaumig behaarten Hinterkörper (Opisthosoma) setzt sich das Muster des Prosomas fort.
Das Opisthosoma weist keine Höcker auf.
Das Sternum ist schwarz, die Beine sind dunkel grau- bis rotbraun mit undeutlich weißer Ringelung.
Die Beine des ersten und zweiten Beinpaares sind besonders lang.
Die Männchen werden 3 bis 4, die Weibchen 4 bis 6 Millimeter lang.

## Verhalten
Uloborus walckenaerius lebt in warmem, offenem Gelände wie Heiden, und webt dicht über dem Boden waagerechte, bläulich schimmernde cribellate Radnetze zwischen Heidekraut und Ginsterbüschen. Das Radnetz weist manchmal ein Stabilement auf. Die Spinne lauert unterhalb der Nabe. Das Weibchen hängt einen länglichen Kokon mit 70 bis 100 Eiern am Netzrand auf. In Deutschland, Österreich und der Schweiz ist sie nur an warmen Plätzen zu finden. Weiter nördlich fehlt sie. Uloborus walckenaerius ist in Baden-Württemberg ausgestorben bzw. verschollen, in Brandenburg und Bayern vom Aussterben bedroht.